# Храм Апостолов Петра и Павла на Шлиссельбургских пороховых заводах

Обложка юбилейного альбома. 1909 г.

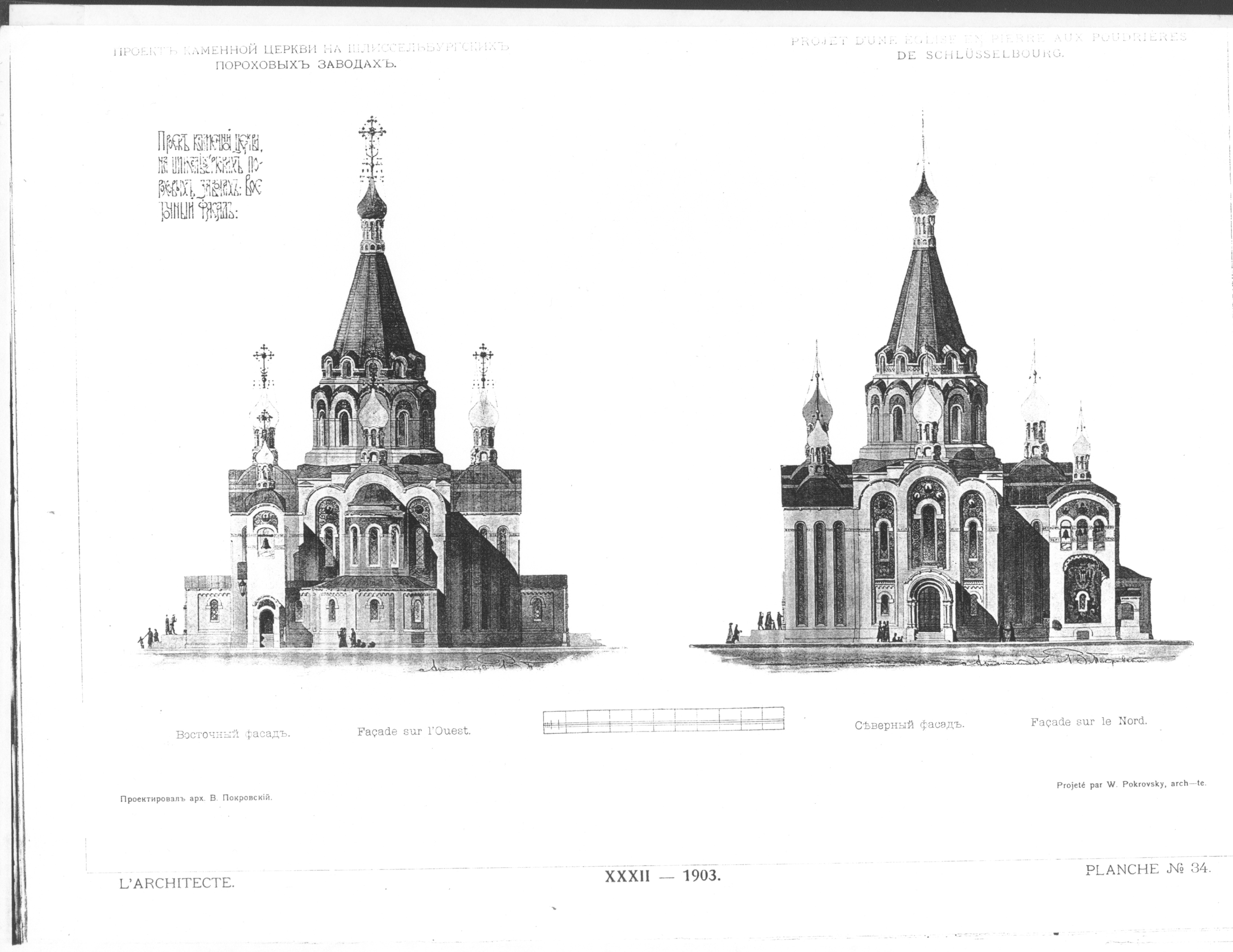
Первоначальный проект каменного храма. «Зодчий». 1903 г.

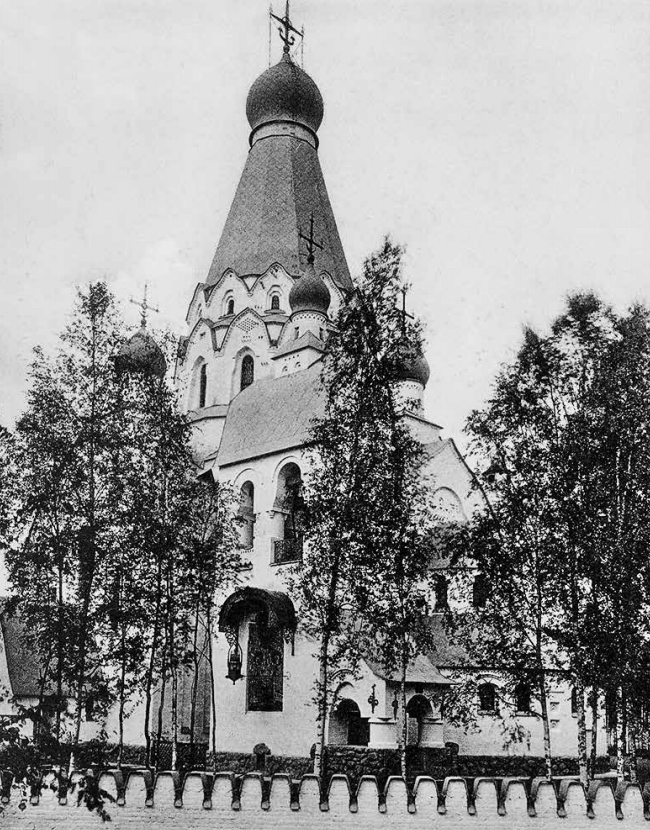
Храм Апостолов Петра и Павла

Храм во имя Святых Апостолов Петра и Павла на Шлиссельбургских пороховых заводах — церковь в посёлке им. Морозова Всеволожского района Ленинградской области.
Создатели храма: архитектор Покровский В. А., помощник архитектора — Безпалов И. Ф.; художник Рерих Н. К., мозаичные работы частной мастерской Фролова В. А.

## Местоположение храма
Храм находится в посёлке имени Морозова на улице Мира.

## Предыстория
- В ближайшей окрестности современных заводов находилась церковь во имя Иоанна Предтечи Спасского Городенского погоста, поставленная, согласно переписным книгам до 1568 г. Поблизости от неё стояли несколько храмов упомянутых средневековыми летописцами:

Свт. Николая Чудотворца в крепости Орешек (освящена до 1500 г.), Рождества Богородицы мужского монастыря «с Лопской стороны» (до 1500 г.), деревянная Спасо-Преображенская на левобережной Преображенской горе (до 1500 г.).
Ближайшее, существовавшее на время основания завода поселение в 27 дворов — деревня Шереметьевка — находилось на берегу реки и получило своё наименование в память об осаде и взятии крепости русскими войсками под руководством соратника Петра I — воеводы Бориса Петровича Шереметева.
- До конца XIX столетия земли на этих низких болотистых берегах пустовали и лишь в начале восьмидесятых годов здесь были заложены первые корпуса нового крупного химического предприятия — порохового и связанных с ним подготовительных и сопутствующих производств.

Шлиссельбургские пороховые заводы построены «Русским Обществом для выделки и продажи пороха», основанным в 1884 году, на землях, бывших во владении действительного статского советника В. А. фон Ренненкампфа.
Основные капиталы принадлежали немецким промышленникам, застройка участка велась по проектам германских инженеров и технологов и в немецких строительных традициях.
- «Заводы Русского Общества для выделки и продажи пороха»

«[…] Немало затруднений представил на первых порах выбор соответственного места для постройки завода, так как в данном случае пришлось считаться не только с экономической стороной предприятия, но и со многими другими требованиями, обусловленными как специальным его назначением, так и характерными особенностями, присущими данному производству. В поисках за подходящим местом, были осмотрены многие губернии, и наиболее пригодной оказалась местность, расположенная на правом берегу р. Невы напротив города Шлиссельбурга, на которой и было решено окончательно остановиться.
Так как по закону собственниками и содержателями пороховых заводов могут быть только лица, состоящие в русском подданстве, то вопрос о легализации Общества, в виду участия в предприятии заграничных директоров, чрезвычайно усложнился и Высочайшее утверждение Устава Общества воспоследовало только 8 июня 1884 года.
…Наконец, в 1907 году был освящён заводской православный храм во имя Святых апостолов Петра и Павла, вмещающий 1 000 молящихся, церковь строго выдержана в древне-русском стиле и весь причт при ней также содержится за счёт завода».

## Первоначальный проект
Первые наброски заводского храма относятся к 1901 году — известны акварели небольшого деревянного храма с различными завершениями.
Каменный вариант был утверждён 15 апреля 1904 г. на заседании Строительного Отделения С.-Петербургского Губернского Правления. Малоинтересный в художественном отношении, но добротно исполненный проект шатрового храма, представлял в плане равноконечный крест, каждая ветвь которого крылась позакомарно, среднее прясло венчалось главкой, главный западный фасад тремя главами над каждой закомарой.
По неизвестным причинам утверждённый и к тому времени уже опубликованный в «Зодчем» проект был переработан. При полном сохранении плана церкви и основных архитектурных масс, зодчий переработал фасады до неузнаваемости.
Впервые после долгого перерыва применено присущее новгородским храмам полопастное покрытие, обрывающиеся лопатки, окна в уступчатых нишах, круглые столбы притворов. Большие, непривычно гладкие поверхности стен украшают накладные кресты, многочисленные ниши, впадины образуют разнообразные геометрические узоры. Прообразом послужили стены новгородских храмов Спаса на Ильине, Феодора Стратилата на Ручью, Власия на Волосове улице. Зодчий изменил форму глав, рисунок крестов, придал форму кокошников венчанию граней основания шатра, уменьшил число малых глав.
Внутри храм не был расписан. Белые поверхности стен украшали порталы входов, ниши-печуры. Внутри, кроме иконостаса, украшениями служила и обстановка: резные деревянные скамьи, полки, подсвечники, киоты, хоругви.
Иконы были написаны в московской мастерской братьев Пашковых.
В облике храма переплелись черты русского деревянного зодчества, Владимиро-Суздальской Руси, но более всего Новгорода и Пскова. От первоначального проекта остались по три ниши на боковых ветвях креста, четыре главки на сужающихся кверху своеобразных «постаментах». Влияние модерна проявилось в рисунках оконных проёмов и переплётов, в рисунке подзоров глав и кровель. В последующих работах зодчий освобождается от излишней многословности в композиции здания и декоре, упрощает формы, и больше не соединяет в одном здании несколько различных стилей.
Из письма В. А. Покровского ко Л. В. Голубеву от 11 июля 1907 г. С.-Петербург. (ЦГИА СПб, ф. 2 186, оп. 1, д. 166, л. 200).

Накануне Петрова дня я освятил свою Шлиссельбургскую церковь — при большом торжестве — очень было жаль, что ни Вас, ни В. В. не было в Питере — чтобы пригласить Вас на торжество — надеюсь, что, когда будет свободное время — посмотрите эту мою работу…

## Впечатление на современников
Храм своей новизной произвёл чрезвычайно сильное впечатление. В двух Ежегодниках Общества архитекторов-художников церкви отведено 13 страниц, включая три эскиза, по которым можно судить о поиске окончательного решения.
Многие из приёмов, использованных В. А. Покровским, вскоре стали широко применять и другие русские зодчие. Впоследствии полопастное покрытие было применено в С.-Петербурге архитекторами Д. А. Крыжановским при строительстве старообрядческой церкви Поморского согласия и А. П. Аплаксиным в храме Пекинской духовной миссии.

## 1917—1930-е годы
- Впервые постановление о ликвидации Петропавловской церкви было принято Президиумом Леноблисполкома Советов рабочих и крестьянских депутатов на заседании 2-го октября 1931 года.

Двадцатка и прихожане церкви подали жалобу во ВЦИК — случай нередкий в те годы. Постановлением Президиума Всероссийского Центрального Исполнительного Комитета Советов, вынесенным на заседании 10-го марта 1932 г., решение о закрытии было отменено. Выписка из протокола направлена Прокурору Республики и Леноблисполкому.
Ленинградский Пригородный Районный Исполнительный Комитет Советов сообщал в Смольный 11-го июня 1932 г.: «[…]направленное Вами нам постановление ВЦИКа …об отмене постановления ОблИсполкома о ликвидации Петропавловской церкви в г. Шлиссельбурге верующим 20-ки и верующим объявлено и вручена копия постановления по делу».
- Следующее постановление Президиума Ленинградского Облисполкома о «ликвидации» церкви было принято 20-го ноября 1933 года. Однако по невыясненным причинам, и оно оказалось не исполненным.
- Очередное постановление «О ликвидации Петропавловской церкви в пос. им. Морозова Пригородного района» было принято тем же органом власти 1-го августа 1935 г.
- По неподтверждённым сведениям храм был закрыт 1938 году.
- Во время войны церковь была разрушена окончательно.
- Немецко-фашистские войска вышли к Неве 8-го сентября 1941 г., замкнув вокруг Ленинграда кольцо блокады. Посёлок имени Морозова оборонял 2-й полк дивизии.
- Вероятно, разрушение церкви произошло в декабре 1942 — январе 1943 года в ходе подготовки к прорыву блокады Ленинграда (операция «Искра») и связанного с этими приготовлениями.

Со слов местных старожилов, храм был взорван по приказу К. Е. Ворошилова, застрявшего на автомобиле неподалёку. Образовавшийся щебень должен был пойти на подсыпку дороги, однако кладка оказалась очень прочной, и здание рассыпалось на огромные части оказавшиеся непригодными для дорожных работ.
Со времени войны дорога, ведущая от завода к переправе на берегу Невы так и носит в народе недоброй памяти название «Ворошиловской».
Говорят также, что здание церкви помогало пристреливаться немецким артиллеристам, но, думается, без шатра она не являлась серьёзным ориентиром: заводские трубы были значительно выше.
- В конце пятидесятых годов были разобраны развалины церкви. Осталось лишь здание сторожки, которое использовалось под жильё, с огородом при нём, да по преданию, небольшая часть ограды.

На части фундамента храма была построена каменная одноэтажная контора строительного управления по прокладке тепловых сетей СУ-58, на прилегающем участке размещалась стоянка автомашин и спецтехники, был устроен въезд с улицы Чекалова, ныне не используемый.
- Впервые проект охранных зон города Шлиссельбурга и пос. им. Морозова был выполнен в 1988 г., переработан в 1994 г. мастерской «ПТАМ». В проекте содержатся предложения по постановке домов на учёт и на охрану в ГИОП. По прошествии десяти лет проект не утверждён; в настоящее время он вновь нуждается в пересмотре, главным образом, из-за многочисленных утрат.

## Возрождение храма

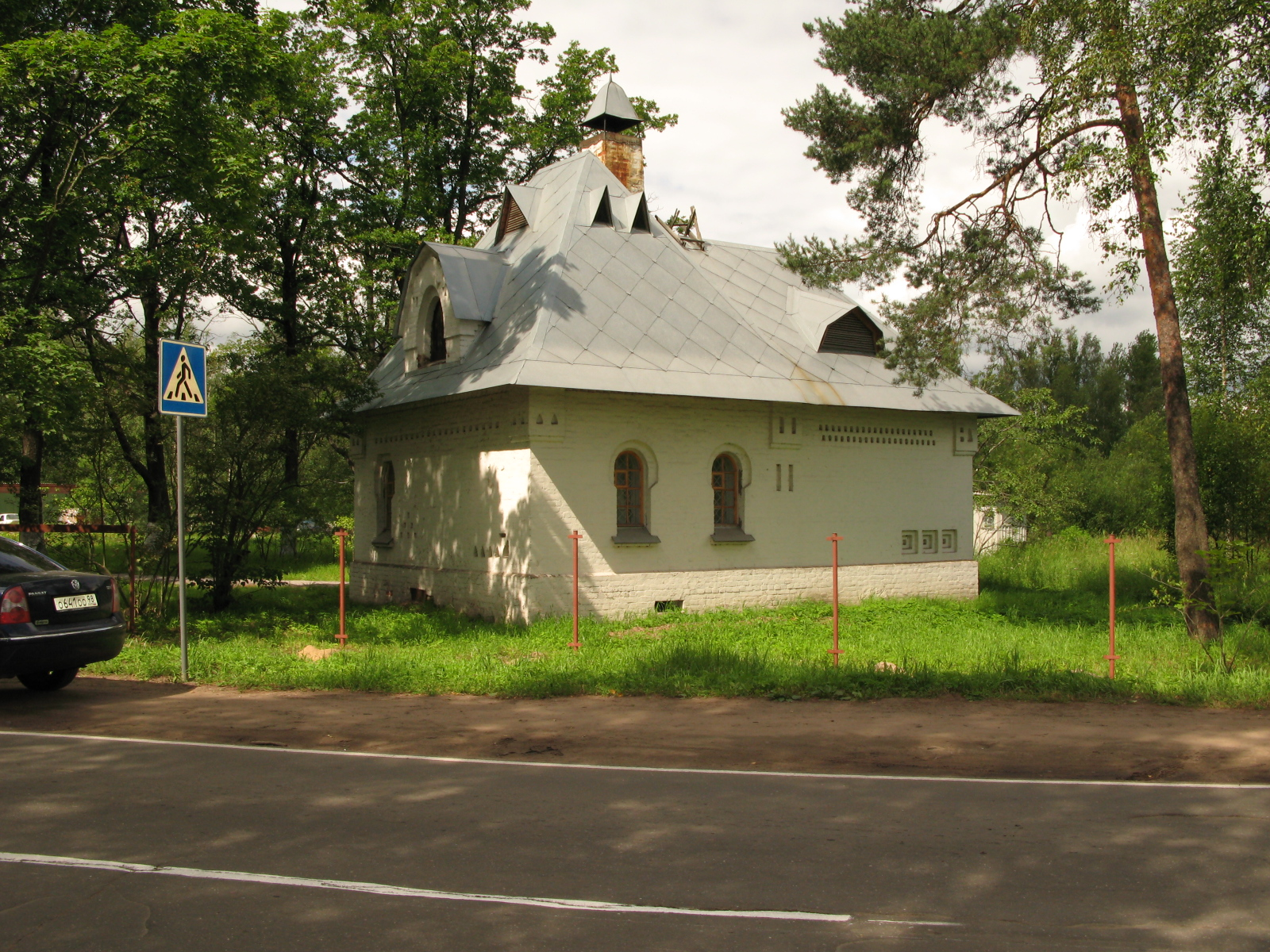
Сторожка при храме свв. апп. Петра и Павла на ШПЗ

- Религиозная община посёлка им. Морозова была зарегистрирована 25 декабря 1989 года (регистрационный № 13).
- В начале 1990-х началось возвращение вновь созданному приходу Русской Православной Церкви участка земли с сохранившимся фундаментом и зданием сторожки. Строительное управление было выведено с церковного участка. Жильцы из сторожки были переселены. Первоочередными задачами являлись реставрация сторожки, принятие мер по прекращению разрушения фундамента храма и его гранитной облицовки.
- В 1992 году здание сторожки было поставлено на учёт и свой баланс Государственной инспекцией по охране памятников истории и культуры Ленинградской области, как объект историко-культурного наследия начала XX-го века, «с последующей передачей в безвозмездное пользование религиозной общине, которая в настоящее время там располагается». Ему присвоен № 1 949-1.
- Здание конторы по проекту местных архитекторов В. И. Тонких и В. Н. Богомолова было приспособлено под храм. Причём, авторы сознательно придали завершению черты отдалённого сходства с её предшественницей, увенчав шатром с шаровидной главой. Помощь в приспособлении оказал завод им. Морозова.
- Первая служба в новопостроенном храме прошла 30 октября 1993 года.
- 6 апреля 1997 года было заключено охранное обязательство, по которому здание может использоваться «под нужды церкви с соблюдением температурно-влажностного режима и вибро-динамических нагрузок».

На средства общины мастерами, приглашенными из Пскова, были проведены реставрационные работы по кровле и фасадам здания.
- Здание было признано вновь выявленным памятником истории и культуры, как «сохранившаяся часть церковного комплекса Св. Апостолов Петра и Павла архитектора В. А. Покровского, по которой можно судить об одной из интереснейших церквей, выполненных в национально-романтическом стиле начала 20 в.». Акт постановки на учёт № 54 от 19 июня 2003 года.
- Актом № 64/д, утверждённым 6 мая 2004 года поставлены на учёт фундаменты, при этом экспертная комиссия отметила, что здание «являлось великолепным произведением национально-романтической архитектуры н. 20 в. Сохранился высокий цоколь из гранитных блоков. …Фундамент церкви сохраняет память о масштабах здания, фиксирует место утраченной церкви, которая входила в систему градообразующих доминант всего района устья р. Невы».
- 12 июля 2007 года прихожане храма торжественно отметили юбилей — 100-летие освящения Престола в честь святых первоверховных апостолов Петра и Павла. Впервые за многие годы был совершён крестный ход по улицам посёлка, в котором приняли участие многие жители и администрация п. Морозова.
- На данный момент при храме действуют воскресная школа для взрослых, детский православный клуб «Рождественская Звёздочка», видеозал, библиотека, паломническая служба.
- В настоящее время идёт сбор материалов для канонизации местночтимых святых — протоиерея Николая (Чернова) и схимонаха Никиты, пострадавших в годы гонений (декабрь 1937 г.).